# ماسينو
ماسينو إحدى بلدات منطقة كيزيمو في محافظة نيانزا في كينيا، وهي تبعد 20 كم عن مركز المنطقة كيزيمو، ويقطن بها 65000 نسمة يصنف 2200 منهم على أنهم حضر. وبها جامعة ماسينو.
ماسينو هي موطن السياسي الكيني رايلا أودينجا.

## أعلام
- رايلا أودينجا